# بریتنی هیز
بریتنی هیز (انگلیسی: Brittany Hayes؛ زادهٔ february ۷, ۱۹۸۵ (۴۰ سال)) ورزشکار واترپلو اهل ایالات متحده آمریکا است.
وی در مسابقات کشوری و بین‌المللی در مجموع برندهٔ ۲ مدال طلا، ۱ مدال نقره شده‌است.